# Weeze

Verwaltungsgliederung der Gemeinde Weeze

Die Gemeinde Weeze liegt am unteren Niederrhein im Nordwesten von Nordrhein-Westfalen und ist eine kreisangehörige Gemeinde des Kreises Kleve im Regierungsbezirk Düsseldorf. Sie ist Mitglied der Euregio Rhein-Waal.

## Geografie

### Räumliche Lage
Weeze liegt im Zentrum des Kreises Kleve in der Niederung der Niers, etwa 24 km südlich der Kreisstadt Kleve.

### Gemeindegebiet
Das Gemeindegebiet hat eine Gesamtfläche von 79,49 km² mit einem Waldflächenanteil von 19 km². In Weeze wohnen 11.129 Einwohner.
Die Gemeinde Weeze gliedert sich gemäß der Hauptsatzung in den Ort Weeze, den Gemeindeteil Wemb und in die Bauerschaften Baal, Boekhöltchen, Hees, Höst, Hüdderath, Kalbeck, Kendel, Keylaer, Knappheide, Laar, Niederhelsum, Oberhelsum, Rottum, Vornick, Vorselaer und Wissen.

### Nachbargemeinden
Die Gemeinde Weeze grenzt im Norden an die Stadt Goch und die Gemeinde Uedem, im Süden an die Stadt Kevelaer sowie im Westen an die Gemeinde Bergen (Provinz Limburg, Niederlande).

## Geschichte

### Urgeschichte, Antike

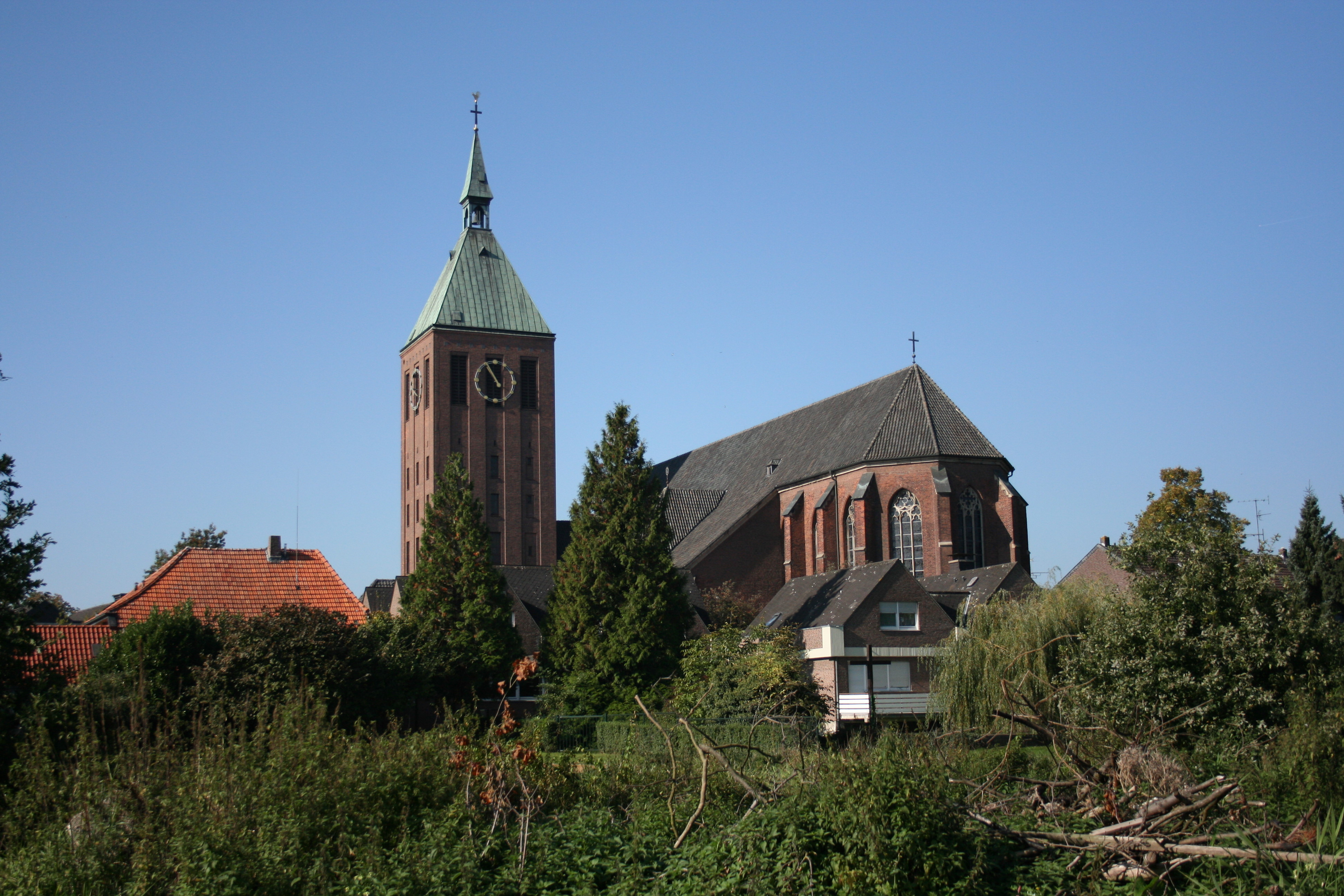
St. Cyriakus im Ortskern

Zeugnisse der frühesten Besiedlung dieses Raumes reichen bis in die Alt-/Mittelsteinzeit zurück. Aus den folgenden Epochen stammen ein Gräberfeld mit etwa 1000 Hügeln im Bereich Kalbeck, die berühmte Kupferaxt aus Baal, Siedlungsfunde in der Hees, Reste der Römerstraße Köln-Nimwegen und ein bedeutender römischer Silbermünzfund.

### Franken, erste urkundliche Erwähnung (855, 1100/1226)
Im Ortskern liegt ein fränkisches Gräberfeld der Zeit um 600 bis 700. Die ältesten archäologischen Relikte (Gräber, Vorgängerbauten) unter der heutigen Kirche St. Cyriakus werden in das 8. bis 9. Jahrhundert datiert.
Der erste urkundliche Nachweis eines Teiles des heutigen Gemeindegebietes stammt aus dem Jahre 855, als König Lothar II. dem Pfalzgrafen Ansfried den Höfekomplex Villa Geizefurt östlich der Niers als Schenkung übertrug. Diese Villa Geizefurt war in der Karolingerzeit ein umfangreicher Besitz, der schwerpunktmäßig im Gebiet der heutigen Bauerschaft Kalbeck lag; ihr Kern, der Haupthof Geizefurt, kann mit dem neuzeitlichen Büssenhof identifiziert werden.
Weeze selbst wurde vermutlich um 1100 als Wise schriftlich genannt, die sichere Ersterwähnung erfolgte zum Jahr 1226, als der Herr zu Alpen, Heinrich III., dem Zisterzienserkloster Kamp einen Hof in der Weezer Bauerschaft Vornick schenkte.

### Bürgermeisterei im Kreis Geldern (1816), Trockenlegung des Baaler Bruchs, Eingemeindungen (1928)
Im 1816 gegründeten Kreis Geldern war Weeze Sitz der Bürgermeisterei Weeze, zu der neben Weeze auch die beiden Gemeinden Kalbeck und Wissen gehörten. Zur Gemeinde Kalbeck gehörte das namensgebende Kalbeck mitsamt der gleichnamigen Bauerschaft. Zur Gemeinde Wissen gehörten das namensgebende Schloss Wissen sowie die Bauerschaften Hüdderath, Keylaer und Laar.
Das Gebiet des Baaler Bruches entlang der niederländischen Grenze war versumpft, bis es entwässert und später als Ackerland oder Weideland genutzt wurde. Anteil daran hatten Arbeiter von der katholischen Arbeiterkolonie St. Petrusheim, die im Jahre 1902 in Baal auf Initiative von Peter Klausener und dem Rheinischen Verein für katholische Arbeiterkolonien errichtet wurde. St. Petrusheim hilft bis heute hilfsbedürftigen wohnungslosen Menschen.
Die Gemeinden Kalbeck und Wissen wurden am 1. Oktober 1928 nach Weeze eingemeindet.

### Zweiter Weltkrieg, Evakuierung
Am 5. Dezember 1944 wurden fast alle Weezer nach Thüringen evakuiert.
Im Februar 1945, kurz vor Ende des Zweiten Weltkrieges, tobte im nahe gelegenen Klever Reichswald und in der Umgebung von Weeze die blutige Schlacht im Reichswald. Am 24. Februar 1945 sprengten Wehrmacht-Soldaten den Kirchturm der Pfarrkirche St. Cyriakus.
Am 2. März 1945 besetzten britische und kanadische Truppen Weeze.

### Wiederaufbau (ab 1945), Bürgerhaus (1992)
Der zu 80 Prozent zerstörte Weezer Ortskern wurde wieder aufgebaut und saniert. Paul van Treeck war der erste Bürgermeister Weezes nach dem Krieg. Die Kriegsgräberstätte Weeze besteht seit 1950.

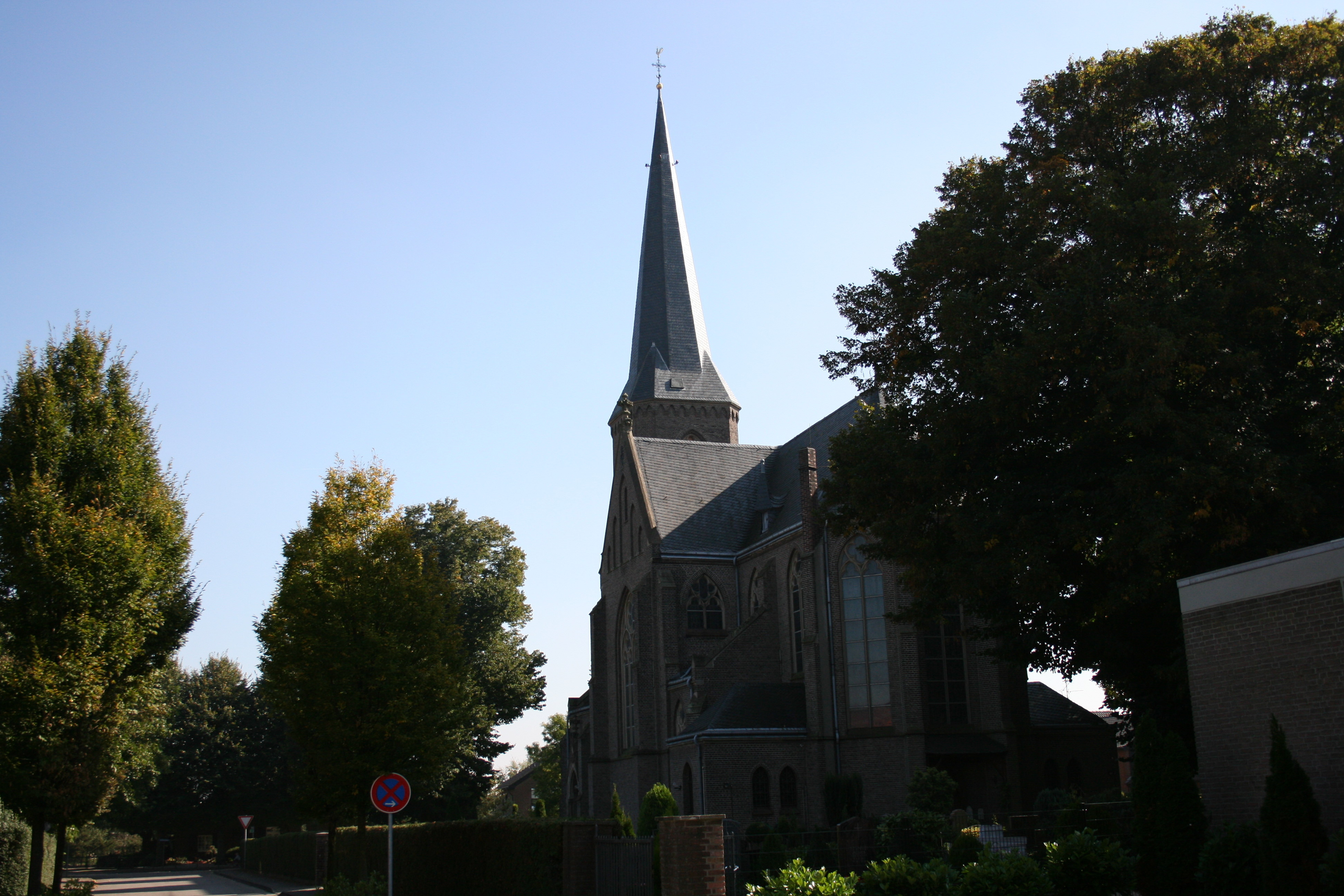
Heilig-Kreuz-Kirche in Wemb

Der Weezer Ortsteil Wemb liegt nahe der deutsch-niederländischen Grenze und hat ungefähr 1000 Einwohner. Der Ortsteil ist landwirtschaftlich geprägt; in seiner Mitte liegt die 1889 bis 1893 erbaute dreischiffige Pfarrkirche Heilig Kreuz, ein Backsteinbau. Sie beherbergt Kunstgegenstände, die aus dem von den Franzosen im Jahre 1802 säkularisierten alten Weezer Kloster Marienwater stammen.
Ein Bürgerhaus wurde 1992 fertiggestellt.
Die Begegnungsstätte Baal steht allen örtlichen Vereinen und auswärtigen Jugendgruppen offen, die im Baaler Bruch Erholung finden wollen.

## Einwohnerentwicklung
Die folgenden Angaben beziehen sich auf das heutige Gebiet der Gemeinde Weeze.
| Jahr | Einwohner |
| ---- | --------- |
| 1975 | 8.878     |
| 1980 | 8.909     |
| 1985 | 8.673     |
| 1990 | 8.570     |
| 1995 | 9.134     |
| 2000 | 9.662     |
| 2005 | 10.296    |

| Jahr | Einwohner |
| ---- | --------- |
| 2010 | 10.682    |
| 2015 | 10.611    |
| 2017 | 11.409    |
| 2018 | 10.697    |
| 2019 | 11.129    |
| 2022 | 11.587    |

## Politik

### Gemeinderat
Der Rat der Gemeinde Weeze besteht aus 28 Mitgliedern. Die Wahlergebnisse seit 2014 zeigt die Tabelle.
| Partei | 2020  | 2020  | 2014  | 2014  |
| Partei | %     | Sitze | %     | Sitze |
| ------ | ----- | ----- | ----- | ----- |
| CDU    | 49,69 | 14    | 58,72 | 16    |
| SPD    | 18,62 | 5     | 25,06 | 7     |
| GRÜNE  | 17,78 | 5     | 10,38 | 3     |
| FDP    | 13,91 | 4     | 5,84  | 2     |

### Bürgermeister
Zum Bürgermeister der Gemeinde Weeze wurde 2020 Georg Koenen (parteilos) mit 79,69 % der Stimmen gewählt. Sein langjähriger Vorgänger war Ulrich Francken (CDU).

### Wappen
Der Gemeinde wurde mit Urkunde des Preußischen Staatsministeriums vom 26. April 1928 das Recht verliehen, ein Wappen zu führen.
Blasonierung: Gespalten; vorne in Blau der silberne, golden nimbierte St. Cyriakus, in der Rechten ein goldenes Buch, in der Linken einen goldenen Palmwedel haltend; hinten geteilt; oben in Gold ein schwarzer Drachenkopf, unten in Silber ein grüner Zweig mit fünf Blättern und fünf roten Rosen (Geldrische Rosen/Mispelblüten). St. Cyriakus ist Ortspatron und Patron der katholischen Kirche. Das Wappen ist bereits auf dem Weezer Schöffensiegel von 1460 zu sehen. Die Rosen verweisen auf die Zugehörigkeit zum früheren Herzogtum Geldern.

### Flagge
Der Gemeinde ist mit Urkunde des Preußischen Staatsministeriums vom 26. April 1928 das Recht verliehen worden, eine Flagge zu führen.
Die Gemeinde führt in ihrer Flagge die Farben Weiß-Blau-Gold. Auf der Gemeindeflagge befindet sich das Wappen der Gemeinde.

### Städtepartnerschaften
Die Partnerschaft zwischen der Gemeinde Weeze aus dem Kreis Kleve und der Stadt Watton in der Grafschaft Norfolk (Großbritannien) wurde mit der Unterzeichnung und dem Austausch von Urkunden am 14. März 1987 offiziell begründet. Das Ziel der Partnerschaft – freundschaftliche Beziehung herzustellen und weiterzuentwickeln, alle gesellschaftlichen Gruppen, insbesondere die Jugend aus Watton und Weeze zu ermutigen, sich gegenseitig zu besuchen, um die menschlichen, kulturellen und sportlichen Beziehungen zu pflegen und eine gemeinsame Heimat in einem vereinten Europa zu schaffen – wurde in der Partnerschaftsurkunde dokumentiert. In den Jahren danach haben viele offizielle und private Begegnungen, auch im kulturellen und sportlichen Bereich in Watton und Weeze stattgefunden. Im Rahmen des 20-jährigen Jubiläums der Städtepartnerschaft wurde am 27. Mai 2007 der Platz vor der Petrus-Canisius-Schule (Ecke Kardinal-Galen-Str./Kevelaerer Str./Wasserstr.) offiziell Watton-Platz benannt und feierlich übergeben.

## Kultur und Sehenswürdigkeiten

### Bauwerke
Für eine Landgemeinde sehr ungewöhnlich, kann Weeze mit drei sehenswerten und vitalen Schlossanlagen aufwarten: das Haus Hertefeld genannte Schloss Hertefeld im Ortskern von Weeze, Schloss Wissen und Schloss Kalbeck.

#### Schloss Hertefeld
Im Jahr 1322 erstmals erwähnt, ist das ehemalige Rittergut an der Niers und spätere Barockschloss Hertefeld das älteste der drei Weezer Schlösser. Die Familie v. Hertefeld bewohnt das Haus von Anbeginn ununterbrochen – bis heute. Sie stellten Gerichtsherren, gründeten dort die Evangelische Kirchengemeinde, und auch eine Oper wurde auf Hertefeld komponiert. Nachdem das Schloss in Kriegswirren im Februar 1945 niederbrannte, wurde es ab 2004 als „Deutschlands einzige bewohnbare Schlossruine“ teilweise wiedererrichtet. Mittlerweile stehen dort verschiedene Säle, ein großer Schlosspark und 24 herrschaftliche wie originelle Übernachtungszimmer in verschiedenen Kategorien für Veranstaltungen, Trauungen und Feiern zur Verfügung.

#### Schloss Wissen
Das im 14. Jahrhundert erstmals urkundlich erwähnte Schloss Wissen liegt im Süden des Gemeindegebiets, ebenfalls an der Niers. Seit 500 Jahren ist das von Gräften umgebene Wasserschloss Stammsitz der Familie von Loë und einer der bedeutendsten Adelssitze am Niederrhein. Ein Gedenkstein erinnert an das Kriegsgefangenenentlassungslager Weeze.

#### Schloss Kalbeck
Der heutige Schlossbau im Stil des Historismus wurde in der Zeit zwischen 1906 und 1910 von Friedrich von Vittinghoff errichtet. Sein Vorgängerbau befand sich etwa einen Kilometer vom heutigen Standort entfernt und fand 1326 erstmals als „hoff te Calbeke“ schriftlich Erwähnung. Er wurde durch zwei Brände völlig zerstört.
Auch das neu erbaute Schloss wurde durch einen Brand im Februar 1945 stark beschädigt, aber in der Nachkriegszeit teilweise wieder aufgebaut. Im Zuge dieser Arbeiten wurde auch ein Rosengarten nach barocken Vorbildern geschaffen, der bis 1997 an den ersten beiden Sonntagen im Juli im Rahmen der Kalbecker Rosenschauen für die Öffentlichkeit zugänglich war.
Die jetzige Eigentümerin, Antoinette Freifrau von Elverfeldt-Ulm, ließ die komplette Anlage nach Mitte 2001 renovieren.

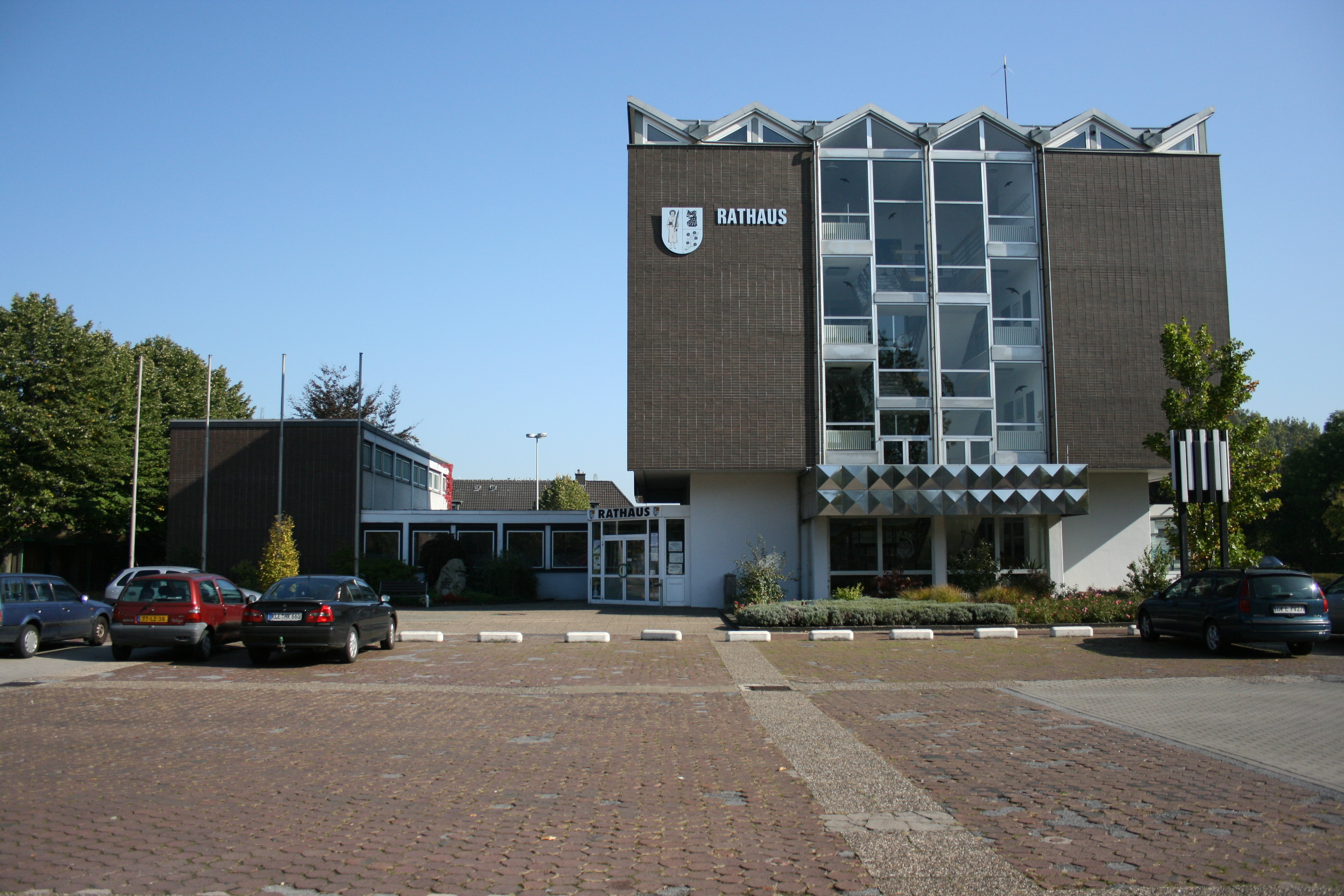
Rathaus
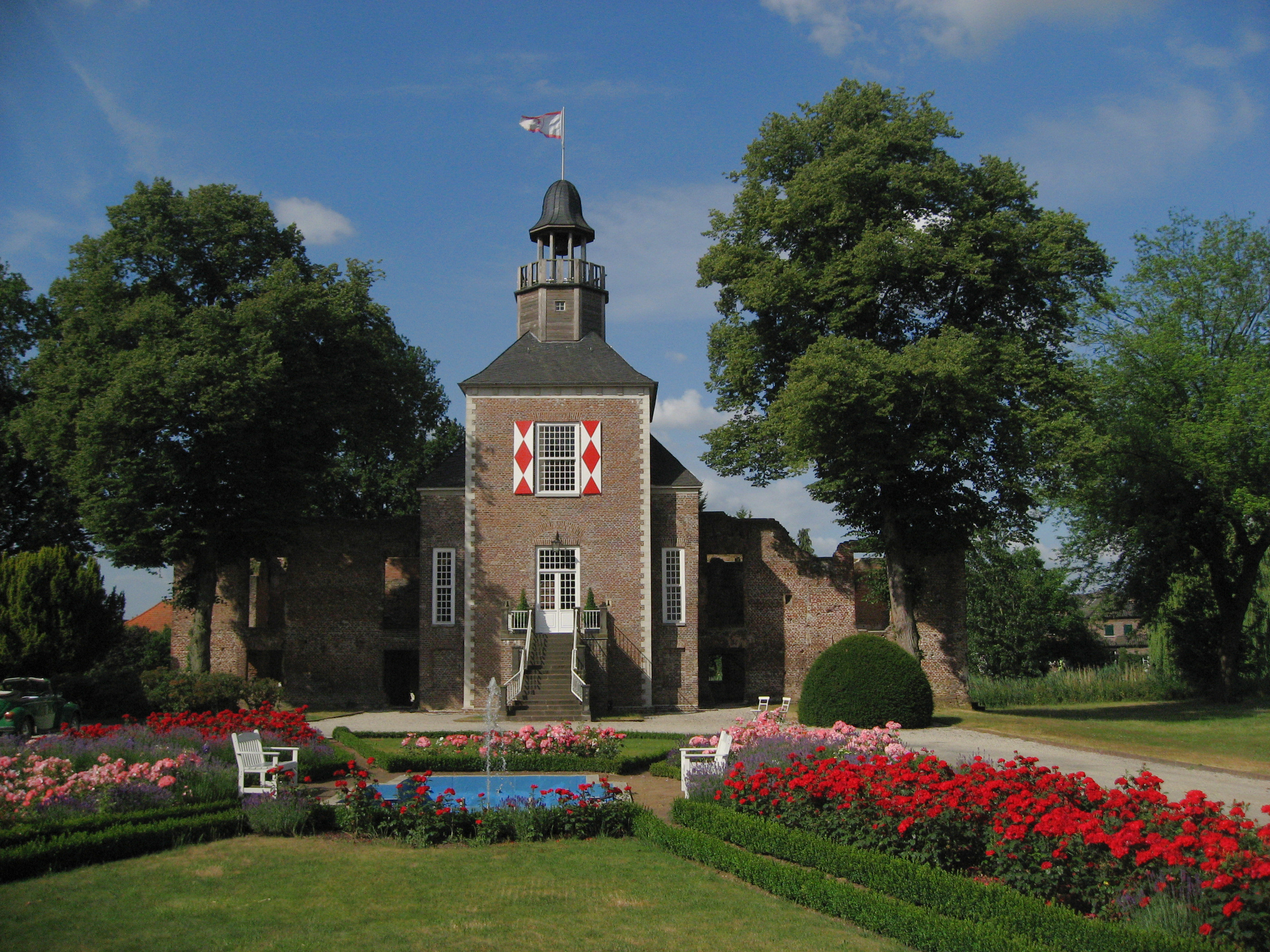
Schloss Hertefeld
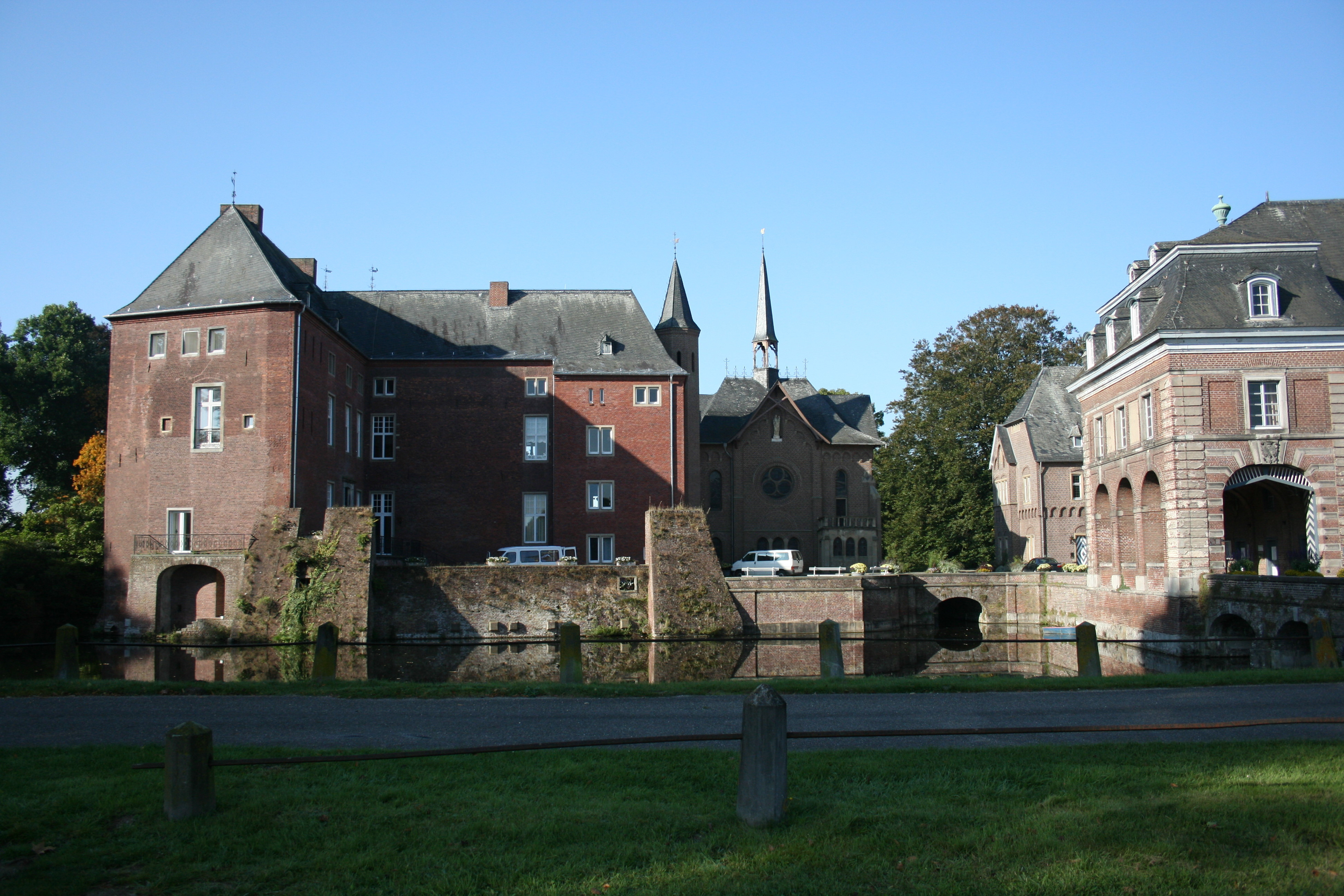
Schloss Wissen
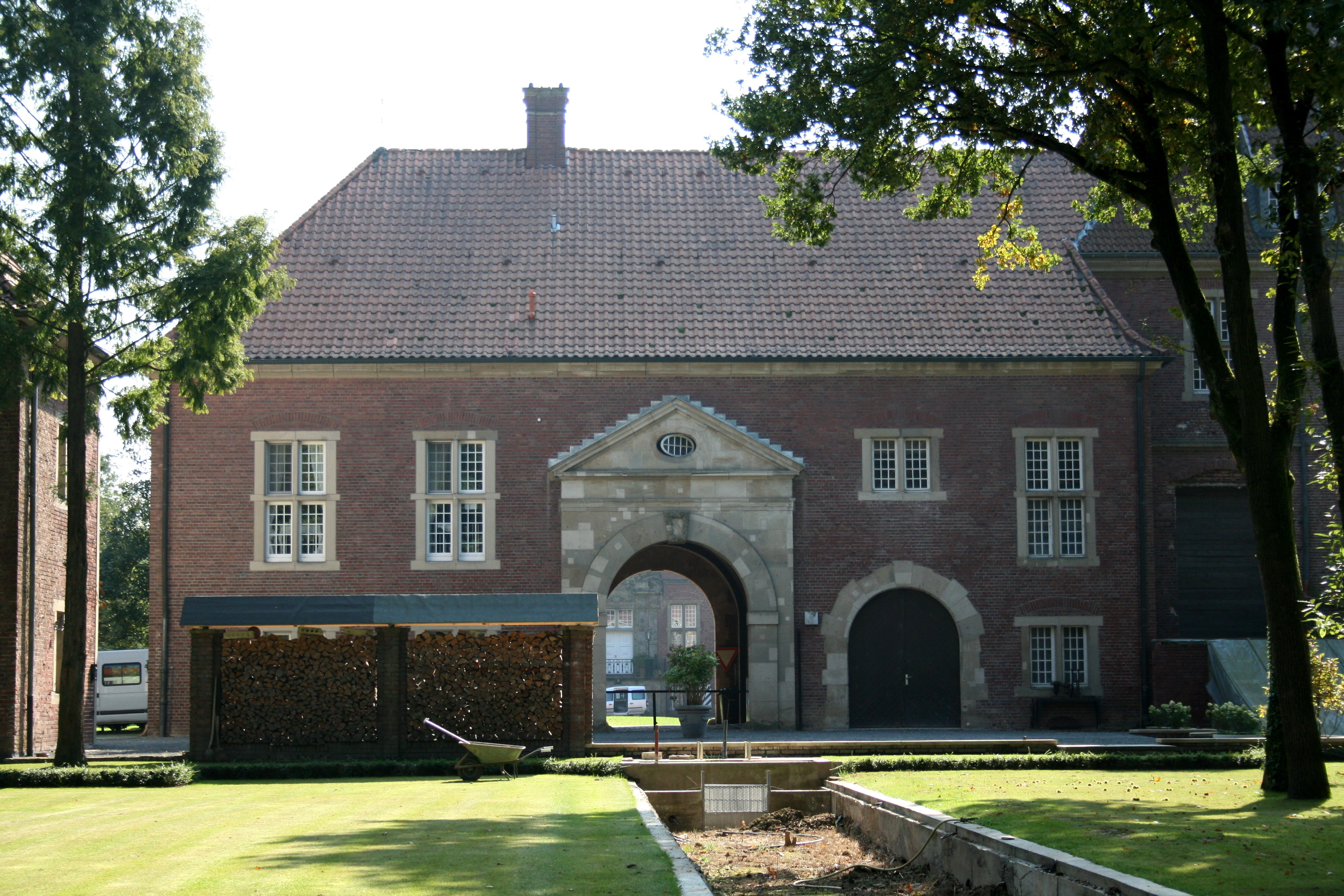
Schloss Kalbeck

### Sport und Freizeit
Fünf Sportplätze, zwei Turn- und Sporthallen; Tennisanlage; Reithalle; Schießsportanlagen; 16 Kinderspielplätze; Zeltplatz; Reisemobilstellplatz; Indoorkartbahn; drei Paddelboot-Vermieter;
Fahrradverleih; Rad- und Wanderwege; Nierswanderweg; Tierpark mit Waldlehrpfad und Streichelzoo; Wildschweingatter im Laarer Wald; Grillhütten; Jugendtreff Wellenbrecher

### Regelmäßige Veranstaltungen
- 5×5-km-Staffellauf
- Kinderkarnevalszug
- Kirmes in Weeze
- Kirmes in Wemb
- Parookaville
- San Hejmo
- Pfingstmontag-Halbmarathonlauf
- Schloss Wissener Familienkonzerte
- Schlossparkkonzert Kalbeck
- Weezer Straßenparty
- Weezer Weihnachtsmarkt
- Werberingfest seit 2012[19]

## Wirtschaft und Infrastruktur

### Wirtschaft
Eines der bekanntesten Unternehmen in Weeze ist der Flughafen Niederrhein, an dessen Betreibergesellschaft Flughafen Niederrhein GmbH die Gemeinde einen Besitzanteil von 0,03 Prozent hält. Der ehemalige Militärflugplatz Laarbruch wurde mit erheblicher staatlicher Unterstützung zu einem Zivilflughafen umgebaut und nahm am 1. Mai 2003 den Betrieb auf. Im Jahr 2008 wurden 1.525.063 Passagiere abgefertigt. Seit 2015 findet auf dem Gelände des Flughafens das Großfestival Parookaville statt.
Am 1. August 2023 erfolgte der Spatenstich für eine neue Fertigungsanlage, in der Rheinmetall Rumpf-Teile für den F35 herstellen möchte. Die Fabrik ging im Juli 2025 in Betrieb.

### Verkehr

#### Öffentlicher Nahverkehr
Der Bahnhof Weeze liegt an der Linksniederrheinischen Strecke, auf der wochentags halbstündlich und am Wochenende stündlich der Niers-Express (RE 10) von Kleve über Krefeld nach Düsseldorf verkehrt. Die Strecke ist zwischen Krefeld und Kleve nicht elektrifiziert und ab dem südlich gelegenen Geldern nur eingleisig. Durchgeführt wird der Schienenpersonennahverkehr von der NordWestBahn (NWB), welche Dieseltriebwagen vom Typ LINT 41 in Einzel- bis Dreifachtraktion einsetzt.
| Linie | Verlauf | Takt                                             |
| ----- | --- | ------------------------------------------------ |
| RE 10 | Niers-Express: Kleve – Bedburg-Hau – Goch – Weeze – Kevelaer – Geldern – Nieukerk – Aldekerk – Kempen (Niederrhein) – Krefeld Hbf – Krefeld-Oppum – Meerbusch-Osterath – Düsseldorf-Bilk – Düsseldorf Hbf Stand: Fahrplanwechsel Dezember 2023 | 30 min (werktags) 60 min (Wochenenden/Feiertage) |

Innerhalb des Gemeindegebiets und in die angrenzenden Kommunen fahren eine Reihe von Buslinien.

#### Öffentlicher Bus-Fernverkehr
Weeze ist Teil der Flixbus-Direktverbindungen zwischen Den Bosch – Leverkusen und Den Haag – Leverkusen.

#### Straßenverkehr
Weeze ist über die Bundesstraße 9 an die Bundesautobahn 57 (E 31) angebunden.

#### Flugverkehr

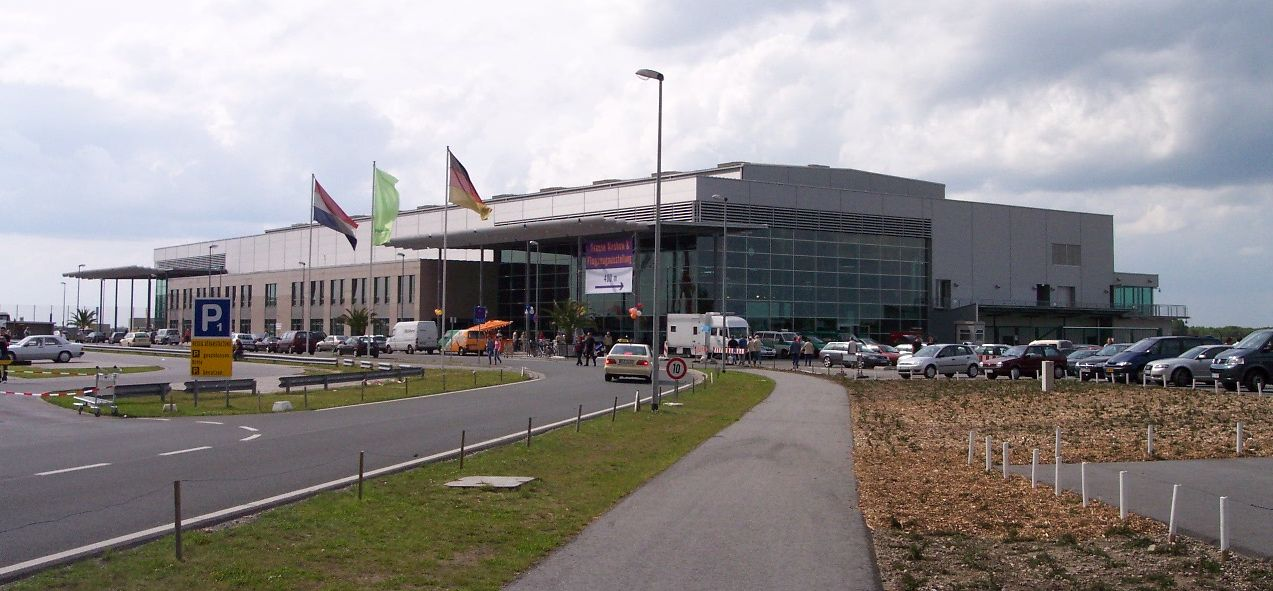
Flughafen Niederrhein

Der Flughafen Niederrhein liegt im Westen des Gemeindegebiets nahe der niederländischen Grenze. Der nächstgelegene Großstadtflughafen ist der Flughafen Düsseldorf.

### Betreuungseinrichtungen
Integrative Kindertagesstätte, Wohnhaus der Lebenshilfe für Schwerbehinderte, Jugendtreff Wellenbrecher, Petrusheim, Altenheim Clemenshaus, Theresienstift, Altentagesstätten, Sozialstation des Caritasverbandes Geldern-Kevelaer.

### Bildung
In der Gemeinde gibt es fünf Kindergärten mit zusammen 345 Plätzen, zwei Grundschulen und die Hanns-Dieter-Hüsch-Hauptschule; außerdem besteht eine Außenstelle der Virginia-Satir-Förderschule (Kevelaer).
Gegen Kostenbeteiligung gibt es in den Grundschulen das Angebot Schule von acht bis eins (bis 13 Uhr) und Offene Ganztagsschule (bis 16 Uhr). Die Gemeinde ist auch Mitglied im Gesamtschulzweckverband Goch-Uedem-Weeze, Träger der Gesamtschule Mittelkreis in Goch. Andere weiterführende Schulen, Realschule und Gymnasium, gibt es in den Nachbarstädten Goch und Kevelaer. Die Mitgliedschaft im Volkshochschulzweckverband Goch-Kevelaer-Uedem-Weeze sichert auch ein Angebot an Erwachsenenbildung.

## Persönlichkeiten

### In Weeze geboren
- Maximilian von Loë (1801–1850), Landrat des Siegkreises
- Maximilian August von Loë (1817–1879), Rittergutsbesitzer und Reichstagsabgeordneter
- Leopold Fonck (1865–1930), jesuitischer Theologe und Hochschullehrer
- Paulus Maria von Loë (1866–1919), Ordensgeistlicher und Historiker
- Wilhelm van Gulik (1873–1907), Theologe und Kirchenhistoriker
- Heinrich Remy (1890–1974), Chemiker, Professor für Anorganische Chemie in Hamburg
- Felix von Vittinghoff-Schell (1910–1992), Politiker (CDU)
- Hans Mennekes (1911–1983), Künstler
- Gisela Scherzer-Rening (1925–2004), deutsche Schauspielerin und Opernsopranistin
- Franz Courth (1940–1998), katholischer Theologe, Professor und Pallottiner
- René Block (* 1942), Galerist und Kurator
- Ulla Groskurt (* 1947), Politikerin (SPD), Mitglied des Niedersächsischen Landtags
- Willi van Ooyen (* 1947), Spitzenkandidat Die LINKE, Landtagswahl in Hessen 2008
- Karl Prinz zu Löwenstein-Wertheim-Rosenberg (* 1952), geboren in Hees, Diplom-Wirtschaftsingenieur
- Felix Prinz zu Löwenstein-Wertheim-Rosenberg (* 1954), geboren in Hees, Agrarwissenschaftler
- Ronald Pofalla (* 1959), Politiker (CDU); Kanzleramtschef und Bundesminister für besondere Aufgaben (2009–2013)

### Mit Weeze verbunden
- Friedrich Adolf Lampe (1683–1729), protestantischer Theologe, Kirchenlied-Dichter, Pfarrer in Weeze
- Christian Krafft (1784–1845), Theologe, Pfarrer in Weeze
- Theodor Wagemann (1918–1998), Zeichner
- Volker Küster (* 1941), Grafiker und Professor, lebt in Weeze
- Ralf Valkysers (* 1965), Bürgermeister von Kerpen (1999–2004)
- Dennis Brammen (* 1988), Let’s Player; Geschäftsführer der PietSmiet UG (haftungsbeschränkt) & Co. KG, in Weeze aufgewachsen
- Jonathan William Moritz Apelt (* 1989), Let’s Player; Mitglied bei PietSmiet UG (haftungsbeschränkt) & Co. KG, in Weeze aufgewachsen
- Peter Georg Smits (* 1989), Let’s Player; Geschäftsführer der PietSmiet UG (haftungsbeschränkt) & Co. KG, in Weeze aufgewachsen